# 克莱门蒂纳
克莱门蒂纳是巴西圣保罗州的一个市镇。总面积168.739平方公里，总人口6080人，人口密度36人/平方公里。